# Anna von Graben
Anna von Graben auf Kornberg († 1564 auf Schloss Kornberg) war eine Edelfrau aus dem uralten österreichischen Geschlecht derer von Graben von Stein. Sie entstammte dem aus Krain in die Steiermark eingewanderten Zweig auf Schloss Kornberg und war die letzte der dort ansässigen Graben von Stein. Nach ihrem Tod gingen die bedeutenden Herrschaften Kornberg und Marburg in den Besitz ihrer Söhne, den Herren von Stadl über.

## Biografisches

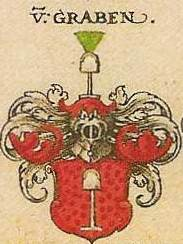
Wappen der steirischen Von Graben auf Kornberg, Johann Siebmachersche Wappentafel

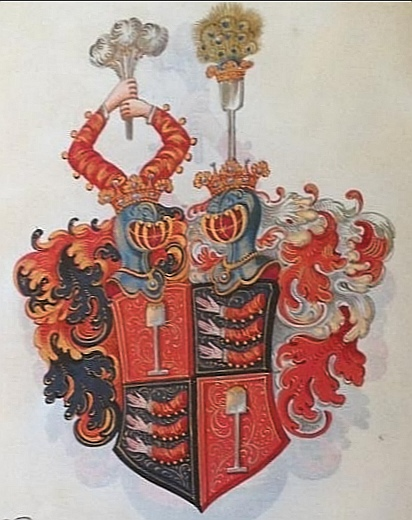
Wappen der Freiherren von Stadl auf Kornberg und Obermarburg mit dem Wappen der Herren von Graben

Anna entstammte der Ehe des protestantischen Edelmannes Wilhelm von Graben und der Magdalena von Stubenberg. Sie war das jüngste von vier Kindern und die letzte Vertreterin sowohl der Kornberger Linie als auch der gesamten steirischen Linien und Zweige der Herren von Graben. Ihren ersten Ehemann fand Anna im Jahre 1539 in Christoph Stadler (von Stadl) († 1552), einem Sohn des Ritters Bernhard Stadler und der Anna Graf von Schermberg und Rastatt. Christoph Stadler war von Kaiser Maximilian I. zum Ritter geschlagen worden. Dieser Ehe entsprossen vier Kinder: Elisabeth, Maximilian, Wolfgang (alle drei früh verstorben) und Carl, welcher, noch unverheiratet, im Jahre 1576 starb und seine Güter, die Stadlerischen und Grabnerischen [unten eingehender erläutert], an seine beiden Cousins Erasmus und Franz Stadler vererbt hatte. Nach Stadlers Tod heiratete Anna um 1556 Wolfgang von Hohenwart (auch Hohenwarter); er wurde durch Kaiser Maximilian zum Forstmeister der Steiermark ernannt und ist auf Schloss Oberradkersburg verstorben.
Als im Jahre 1556 mit Annas Bruder Andrä von Graben der letzte männliche Kornberger Von Graben verstarb, erbte sie dessen gesamtes Gut, welches sie gegen die Erbansprüche von Andräs Schwager Georg von Kainach energisch zu behaupten vermochte. Anna verstarb im Jahre 1564 und ist in der Pfarrkirche zu Sankt Ruprecht an der Raab bestattet. In dem eine Woche vor ihrem Tod aufgestellten Testament setzte sie ihre drei Söhne Maximilian, Wolfgang und Carl als Universalerben ein. Die Grabenschen Güter Kornberg, Marburg,
Obermarburg und dem Schloss Marburg, Oberradkersburg Rohrbach, Grabenhofen, Liechtenberg und Krottenhofen kamen auf diesem Weg in den Besitz der Herren von Stadl. Da Kaiser Maximilian noch zu Annas Lebzeiten in den Herren von Stadl die rechtmäßigen Erben der Herren von Graben sah, bewilligte er im selben Jahre den drei Herren von Stadl die Vereinigung ihres Wappens mit dem der Herren von Graben (das Grabnerische mit dem aufrechten Spaten).

## Quelle
- Von Graben Forschung

| Personendaten    | Personendaten                                      |
| ---------------- | -------------------------------------------------- |
| NAME             | Graben, Anna von                                   |
| ALTERNATIVNAMEN  | Graben auf Kornberg, Anna von (vollständiger Name) |
| KURZBESCHREIBUNG | Edelfrau, Herrin von Kornberg                      |
| GEBURTSDATUM     | 16. Jahrhundert                                    |
| GEBURTSORT       | Schloss Kornberg, Steiermark                       |
| STERBEDATUM      | 1564                                               |
| STERBEORT        | Schloss Kornberg, Steiermark                       |